# Sophie Theallet
Sophie Theallet, née en 1964 à Bagnères-de-Bigorre est une créatrice de mode française implantée, avec un certain succès, en Amérique du Nord et plusieurs fois primée.

## Biographie
Née en 1964 dans le Sud de la France, à Bagnères-de-Bigorre, Sophie Theallet s'installe à 18 ans à Paris pour se former à l'école de stylisme, le Studio Berçot. Elle obtient son diplôme rapidement après avoir remporté le Prix national du jeune créateur et réalisé une collection pour le Printemps. Elle se voit proposer de rentrer chez Jean-Paul Gaultier pour ses débuts,.
Theallet rejoint ensuite Azzedine Alaïa pendant une décennie avant de déménager à New York. Après ce déménagement, elle continue à travailler avec Alaïa à temps partiel, tout en faisant du freelance pour d'autres marques de mode. En 2007, elle lance sa propre marque, à son nom. En 2009, elle remporte le prix Fashion Fund du meilleur créateur de l'année. En 2012, elle remporte cette fois le prix Woolmark américain.
En 2015, elle est conseillère en couture pour le film The Dressmaker du réalisateur Jocelyn Moorhouse avec Kate Winslet.
Elle est une défenseuse de l'inclusion, de la représentation et de la diversité dans ses campagnes de mode et ses défilés . En 2014, elle s'est aussi associée au détaillant Lane Bryant pour introduire le concept de mode de luxe sur le marché des grandes tailles.
Ses défilés de mode sont suivis avec attention par les médias américains. Par exemple, le défilé du printemps 2014, qui s'est déroulé à l'automne 2013, a suscité des commentaires de la part de la critique selon lesquels son travail « a établi un ton de sexualité mûre ». Elle compte parmi ses clientes quelques personnalités comme l'ex-première dame Michelle Obama,, Jennifer Lopez, Jessica Alba, ou encore Gabrielle Union.
En novembre 2016, Theallet écrit une lettre ouverte expliquant qu'elle n'habillerait pas la future Première Dame Melania Trump en raison de ce qu'elle estime être une rhétorique raciste et xénophobe émergeant du ton des discours de campagne de Donald Trump pour la présidence des États-Unis. Cette prise de position engendre pendant quelques mois, des critiques, des injures et des menaces par téléphone, par courriel et sur les réseaux sociaux.
Ce climat fait office de déclencheur. Elle s'installe à Montréal avec sa famille. Elle y fonde un nouveau label, Room 502 (le numéro d'un appartement de l'hôtel Chelsea, son point de chute lorsqu'elle était arrivé avec son mari à New York),.